# Pians
Pians é um município da Áustria, situado no distrito de Landeck, no estado do Tirol. Tem 2,89 km² de área e sua população em 2019 foi estimada em 801 habitantes.